# حسين شهابي
حسين شهابي هو مخرج سينمائي ومنتج أفلام وكاتب سيناريو إيراني. وُلد في عام 1967 في مدينة تبريز الإيرانية.
بعد أن تخرّج من جامعة طهران في مجال الموسيقى الكلاسيكية، عمل بضع سنوات في مجال إعطاء دروس خصوصية في الموسيقى. عام 1996، أنتج أول فيلم قصير له بمناسبة الذكرى المئوية للسينما، وحاز على جائزة من المهرجان الذي تمّ تنظيمه للمناسبة نفسها. ومنذ ذلك الحين، كتب وأخرج وأنتج 20 فيلماً قصيراً، 10 أفلام خيالية (للبيع على شكل شريط مصوّر في السوق الإيراني) وثلاثة للإنتاج السينمائي، وقد حاز البعض منها على جوائز ضمن مهرجانات محلية ودولية  كانت بداية نجاحه الباهر من خلال فيلم «اليوم المشرق» (روز روشن) في عام 2013، وقد لقي ردوداً إيجابية من النقّاد وتمّ ترشيحه لأربع فئات ضمن مهرجان أفلام فجر في طهران (فبراير 2013)  وحاز على دبلومَين شرفيّين. كان العرض الأول لهذا الفيلم في مسابقة مهرجان «مار دلبلاتا» وفاز بجائزة «أستور»  كما عُرض في مهرجانات دولية هامة منها في سيد ناي أستراليا  بوسطن  وهيوستن  وواشنطن  ولوس أنجلوس  وجامعة «رايس» وجامعة "UCAL" في الولايات المتحدة الأميركية. كما فاز بجائزة أفضل إخراج وأفضل فيلم في مهرجان الأفلام الرابع والعشرين في إيران ومن مركز أفلام شيكاغو 

## أفلام أخرجها
| السنة | العنوان بالإنجليزية   | عنوان أصلي      | عنوان عربي       |
| ----- | --------------------- | --------------- | ---------------- |
| 2017  | Conditional release   | آزاد به قید شرط | إطلاق سراح مشروط |
| 2017  | the cancer period     | دوران سرطانی    | فتره السرطان     |
| 2014  | the sale              | حراج            | مزاد             |
| 2013  | the bright day        | روز روشن        | اليوم المشرق     |
| 2012  | for the sake of mahdi | به خاطر مهدی    | تکریما لمهدي     |

## الأفلام التجريبية
| السنة | العنوان بالإنجليزية   | عنوان أصلي  | عنوان عربي       |
| ----- | --------------------- | ----------- | ---------------- |
| 1995  | Hundred to hundred    | صد برابر صد | مائة مرة في مائة |
| 1995  | Elevator              | آسانسور     | رفع              |
| 1996  | for the sake of mahdi | سایه روشن   | يبرز             |
| 1996  | The traces of light   | ردپای نور   | البصمة الخفيفة   |
| 1997  | Tunnel 18             | تونل 18     | نفق 18           |
| 1998  | Ghost                 | شبح         | شبح              |
| 2001  | the Photo             | عکس         | صورة             |
| 2000  | Votive                | نذری        | نذري             |
| 2001  | Echo                  | پژواک       | صدى              |
| 2001  | Rain Tree             | درخت بارانی | شجرة المطر       |
| 2000  | Wars and Treasure     | جنگ وگنج    | الحروب والكنز    |
| 2008  | The Last Word         | حرف آخر     | الرسالة النهائية |

## الجوائز والتواجد الدولي
- جائزة فخرية لأفضل مخرج عن فيلم مائة مرة من مائة مهرجان المئوية للسينما في إيران (1996)
- جائزة فخرية لأفضل مخرج وأفضل محرر للصوت المهرجان السنوي التلفزيون (1996)
- نقاد السينما مهرجان جائزة جمعية صدى فيينا، النمسا (1997)
- شهادة وجائزة نقدية الفوز أفضل سيناريو لكتابة السيناريو «حواء» مهرجان الحرب أول امرأة (2000)
- فاز الفخرية التمثال لأفضل سيناريو لفيلم من اليوم الحادي والثلاثين من مهرجان فجر السينمائي (2013)
- سيمرغ الكريستال رشح لأفضل فيلم أول في مهرجان الفجر السينمائي الدولي للفيلم الحادية والثلاثين اليوم (2013)
- رشح لأفضل ممثل كريستال سيمرغ لمهرجان الفجر السينمائي للفيلم يوم الحادي والثلاثين (2013)
- جائزة لجنة التحكيم الخاصة في مهرجان السينمائي الدولي مارديل بلاتا في الأرجنتين الفيلم الثامنة والعشرين من إخراج النهار (2013)
- جائزة أفضل فيلم وأفضل مخرج من مهرجان شيكاغو السينمائي في أمريكا لمدة يوم الرابع والعشرين الفيلم (2014)
- مهرجان بوسطن السينمائي أمريكا لحضور اليوم الثامنة والعشرين (2014)
- مهرجان هيوستن الأمريكية للفيلم من اليوم الحادي والعشرين (2014)
- مهرجان السينمائي الدولي الثامن عشر في واشنطن العاصمة في أمريكا لضوء النهار الفيلم (2014)
- مهرجان السينما الإيرانية في جامعة رايس في أمريكا لفيلم وضح النهار (2014)
- حضر أمريكا مهرجان لوس أنجلوس السينمائي لفيلم ضوء النهار (2014)
- في الرابع والعشرين من مهرجان ucal فيلم وأمريكا التوقيت الفيلم (2014)
- وجود في اللغة الفارسية النهار مهرجان سيدني السينمائي (2014)
- الفضة جائزة الدراج وجائزة نقدية لأفضل مخرج الفيلم الأول لمهرجان السينمائي الدولي 19 ولاية كيرالا، الهند (2014) [13]
- في المهرجان الدولي للفيلم المزاد الحادي والعشرين وزول فرنسا (2015) [14]

## روابط خارجية
- حسين شهابي على موقع IMDb (الإنجليزية)
- حسين شهابي على موقع قاعدة بيانات الفيلم (الإنجليزية)